# Donna Haraway
Donna J. Haraway, née le 6 septembre 1944 à Denver au Colorado, est une philosophe et professeure émérite au département de sciences humaines de l'université de Californie à Santa Cruz, où elle était titulaire de la chaire d'histoire de la conscience et des études féministes. 
Elle est l'autrice de plusieurs livres sur la biologie et le féminisme. Elle est l'une des pionnières du cyberféminisme. Partisane de la Théorie du point de vue de la deuxième vague, elle est à l'origine du concept de connaissance située.

## Biographie
Haraway est diplômée de zoologie et de philosophie de l'université du Colorado, et a reçu une bourse de la Boettcher Foundation.
Elle a vécu un an à Paris pour étudier les philosophies de l'évolution avant d'achever sa thèse au département de biologie de Yale en 1972. Sa thèse portait sur les fonctionnements de la métaphore en tant que modelant la recherche en biologie environnementale au XXe siècle. Elle a été publiée en livre en 1976 sous le titre Crystals, Fabrics and Fields - Metaphors of organicism in twentieth-century developmental biology.
Haraway a été professeure invitée à l'université d'Hawaï et à l'université Johns-Hopkins, où elle a donné des cours d'études de genre (gender studies) et de science générale . Elle s'est notamment intéressée à la différence entre les observations faites par des femmes primatologues et les théories édifiées par des hommes primatologues. Elle commence à travailler en tant que professeure à l'Université de Californie à Santa Cruz en 1980 où elle devient la première professeure titulaire en théorie féministe aux États-Unis.
En septembre 2000, Haraway a été récompensée de la plus haute distinction donnée par la Society for Social Studies of Science, le prix J. D. Bernal, pour l'ensemble de son apport à ce domaine.
Au sein du mouvement féministe, Haraway s'est opposée, aux côtés de Judith Butler, non seulement à l'essentialisme, qui prétend affirmer l'universalité d'une essence de « la femme », mais aussi au « modèle jurisprudentiel du féminisme » popularisé par Catharine MacKinnon, qui militait pour l'interdiction de la pornographie en l'assimilant à une forme de hate speech (« discours haineux »).
Donna Haraway dialogue souvent, dans le monde francophone, avec les philosophes des sciences Vinciane Despret, Isabelle Stengers et Bruno Latour.
Pionnière dans l’analyse féministe des techniques, elle rend compte de la multiplicité des enjeux économiques, culturels et sociaux en cours à l’ère digitale et saisit les formes contemporaines du développement capitalistique lié aux innovations biotechnologiques. Ses travaux ont inspiré toute une génération de chercheuses et activistes sur le cyberféminisme. Mais certaines de ces cyberféministes ont quelque peu pris le contrepied des travaux d'Haraway, glorifiant le lien entre femmes et machines, et mettant à l'écart le féminisme socialiste et les politiques anti-raciales d'Haraway. Depuis 2013, la création du collectif féministe Deep Lab vise à mettre en œuvre les théories définies par le cyberféminisme.
Elle inspire également au-delà du monde académique. Gucci fait référence à ses travaux lors de son défilé automne-hiver 2018-2019 et "le docteur Haraway" est l'un des personnages de la série animée japonaise de science-fiction Ghost in the Shell.

## LeManifeste cyborg(1985)

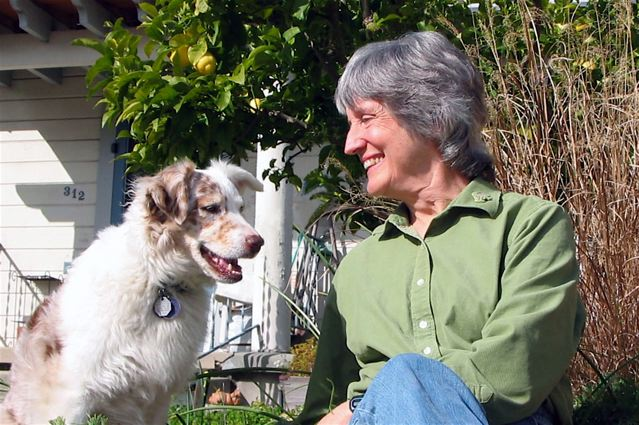
La philosophe Donna Haraway et son chien Cayenne

Elle est connue pour Manifeste cyborg : science, technologie et féminisme socialiste à la fin du XXe siècle, un essai qui a marqué les premières heures du cyberféminisme,, publié en 1985 dans la Socialist Review, puis en 1991 dans son livre Simians, Cyborgs and Women: The Reinvention of Nature. Elle y emploie la métaphore du cyborg pour expliquer que les contradictions fondamentales de la théorie féministe et identitaire devraient être conjointes au lieu d'être résolues, ainsi que la machine et l'organique dans les cyborgs. L'idée de cyborg déconstruit les binarismes de maîtrise et manque de maîtrise du corps, objet et sujet, nature et culture, dans un sens qui soit utile à la pensée féministe postmoderne.
Haraway montre à travers cette métaphore que des choses qui semblent naturelles, comme le corps humain, ne le sont pas : elles sont construites par nos idées sur elles. Cette idée a un intérêt certain pour le féminisme, dans la mesure où les femmes sont souvent réduites à des corps. C'est aussi une critique de l'essentialisme qui subvertit l'idée de naturalité et l'artificialité, le cyborg étant un être hybride.
En outre, Haraway plaide pour une « politique des affinités » contre une politique identitaire féministe, soulignant les multiplicités à l'œuvre dans le mouvement féministe (« femmes de couleur », etc.) et refusant l'idée même d'un « état féminin ».
À la fin du texte, Haraway cite l'influence d'auteurs et d'autrices de science-fiction (que l'autrice Ïan Larue nomme la « liste H ») : Octavia Butler, John Varley, Samuel Delany, Joanna Russ, James Tiptree Jr., Monique Wittig, Anne McCaffrey et Vonda McIntyre.

## Connaissance située (1988)
La conception traditionnelle de l'objectivité comme vision impartiale, totalisante, faisant abstraction de la position particulière du sujet connaissant, a échoué à produire une science neutre selon Donna Haraway, qui souligne les liens que la science moderne entretient avec la domination masculine, le militarisme, le capitalisme etc. Dans un article intitulé « Connaissances situées : la question scientifique dans le féminisme et le privilège de la perspective partielle », la philosophe  propose une nouvelle définition de l'objectivité scientifique, privilégiant paradoxalement une perspective partielle, et non plus la vision d'en haut du savant omniscient. Les chances de produire un savoir objectif lui paraissent plus grandes quand le savant est conscient du fait que sa manière de décrire la réalité est intimement liée à la position particulière qu'il occupe, aux relations de pouvoir dans lesquelles il s'inscrit, et aux limites de sa vision ou de la perspective qu'il adopte.
La connaissance située définie en termes simples consiste à reconnaître que le savoir n'est jamais désintéressé et que, dans la production de la science même, « quelqu'un parle, quelque part ». Les discours qui se donnent pour universalisants cachent bien souvent une situation spécifique, « masculine, blanche, hétérosexuelle, humaine ».

## Publications
- Crystals, Fabrics, and Fields : Metaphors of Organicism in Twentieth-Century Developmental Biology, 1976.
- « Situated Knowledges: The Science Question in Feminism and The Privilege of Partial Perspective » (« Connaissances situées : la question scientifique dans le féminisme et le privilège de la perspective partielle »), Feminist Studies, 1988.
- Primate Visions : Gender, Race, and Nature in the World of Modern Science. Routledge : New York and London, 1989.
- Simians, Cyborgs and Women : The Reinvention of Nature. New York : Routledge, 1991.
- Modest_Witness@Second_Millennium.FemaleMan©Meets_OncoMouse™ : Feminism and Technoscience. New York : Routledge, 1997.  (ISBN 0-415-91245-8) (Prix Ludwik Fleck, de la Society for Social Studies of Science)
- The Companion Species Manifesto : Dogs, People, and Significant Otherness. Chicago : Prickly Paradigm Press, 2003.  (ISBN 0-9717575-8-5)
- When species meet. University of Minnesota Press, 2008.
- Staying with the Trouble: Making kin in the Chthulucene, Duke University Press, Experimental Future, 2016

## Traductions en français
- Manifeste cyborg et autres essais. Sciences - Fictions - Féminismes, Anthologie établie par Laurence Allard, Delphine Gardey et Nathalie Magnan, Paris, éditions Exils, coll. « Essais », 2007.  (ISBN 978-2-912969-63-7)
- Manifeste Cyborg : Science, technologies et féminisme socialiste à la fin du XXe siècle (version 1985, traduction Marie-Hélène Dumas, Charlotte Gould et Nathalie Magnan. dans Connexions : art media réseaux, anthologie établie par Nathalie Magnan et Annick Bureaud, Ensb-a, 2002.  (ISBN 2-84056-101-8)
- Des singes, des cyborgs et des femmes. La réinvention de la nature, trad. Oristelle Bonis, préface de Sam Bourcier, Paris, Éditions Jacqueline Chambon, coll. « Rayon philo », 2009.  (ISBN 2742772723)
- Manifeste des espèces de compagnie. Chiens, humains et autres partenaires, trad. par Jérôme Hansen, Paris, Éditions de l'éclat, coll. « Terra cognita », 2010  (ISBN 9782841622177) ; réédité sous le titre Manifestes des espèces compagnes. Chien humains et autres partenaires, avec une préface de Vinciane Despret, Paris, Flammarion, 2018.
- Le Manifeste Chthulucène de Santa Cruz, trad. Ewen Chardronnet, La Planète Laboratoire, 2016.
- Vivre avec le trouble, trad. Vivien Garcia, Vaulx-en-Velin, Éditions des mondes à faire, 2020, qui contient:
  - Donna Haraway (trad. Vivien García), Inondées d'urine : DES, Premarin & respons(h)abilité multispécifique, 2020.
- Quand les espèces se rencontrent, trad. Fleur Courtois-L'Heureux, Paris, La découverte, 2021  (ISBN 9782359252071).

### Travaux en langue française sur Donna Haraway
- Gardey Delphine, « Au cœur à corps avec le Manifeste Cyborg de Donna Haraway », Esprit, mars-avril 2009, p. 208-217[18].
- Gardey Delphine, « Donna Haraway : poétique et politique du vivant », Cahiers du Genre, no 55, p. 171-194, 2013.
- Gardey Delphine , "Donna Haraway, Manifeste des espèces de compagnie. Chiens, humains et autres partenaires", 2011  http://www.laviedesidees.fr/Chiens-et-Humains-de-tous-les-pays.html
- Puig de la Bellacasa Maria, Les savoirs situés de Sandra Harding et Donna Haraway. Science et épistémologies féministes, L'Harmattan, 2014.  (ISBN 978-2-343-03223-8)
- Dorlin Elsa, Rodriguez Eva, Penser avec Donna Haraway, Presses Universitaires de France, Collection Actuel Marx, 2012.  (ISBN 978-2-13-058980-8).
- Charbonnier Pierre, « Donna Haraway : Réinventer la nature », in Mouvements, 2009/4 (no 60), p. 163-166. https://www.cairn.info/revue-mouvements-2009-4-page-163.htm
- Despret Vinciane, « Rencontrer un animal avec Donna Haraway », in Critique, 2009/8 (no 747-748), p. 745-757. https://www.cairn.info/revue-critique-2009-8-page-745.htm
- Larue Ïan, Libère-toi cyborg, Le pouvoir transformateur de la science-fiction féministe, Éditions Cambourakis, collection Sorcières, 2018.
- Habiter le trouble avec Donna Haraway sous la direction de Julien Pieron, de Vinciane Despret et de Florence Caeymaex. - Editions Dehors, 2019. - 978-2367510194. Essais autour du livre Vivre avec le trouble (Éditions des Mondes à faire, 2020)[19]
- Philothée Gaymard, Qui est Donna Haraway, la pionnière du cyberféminisme?, Les Inrockuptibles, 31/01/2016, https://www.lesinrocks.com/2016/01/31/actualite/actualite/qui-est-donna-haraway-la-pionniere-du-cyberfeminisme/

### Documentaire sur Donna Haraway
- Terranova Fabrizio, Donna Haraway: story telling for earthly survival, 2016 notice sur film-documentaire.fr.